# Inquisición (Aquasilva)
Inquisición es el nombre del segundo libro de la trilogía de Aguasilva escrito en 2002 por Anselm Audley, escritor inglés licenciado en Historia Medieval y Moderna, y reconocido autor en países como Gran Bretaña, Francia y Alemania. La colección entera fue traducida al español por Martin Arias en 2004.

## Estructura
Se enmarca el libro con un prólogo y un epílogo, así como un breve apartado de agradecimiento y un pequeño resumen del libro anterior (apartado "Cómo están las cosas"). Antes de estos, la historia en sí se distribuye en 35 capítulos. Al principio se proporciona un mapa del mundo.
El contenido del libro (agrupado en los 35 capítulos) está estructurado en cuatro partes, cada una con un título propio.
- Primera Parte: La ciudad de los reencuentros
- Segunda Parte: Ilusiones de gloria
- Tercera Parte: Las cenizas del Paraíso
- Cuarta Parte: La costa de la Perdición

## Argumento
Cathan continúa su aventura de nuevo en Lepidor. Él, Palatina y Ravenna tienen que hacer llegar el plan de una de las familias de Taneth (basado en las minas de hierro encontradas en el anterior libro) a los Qalataris. Sin embargo, la flota tethiana tiende una emboscada al barco en el que viajan, alegando buscar a la faraona Palatina Canteni. Durante el trascurso del viaje Cathan descubre su auténtica relación con la familia gobernante de los Tar´Conantur y se desvela el plan para derrocar al emperador y al Dominio. 
- Datos: Q3151488